# Regina E. Dugan

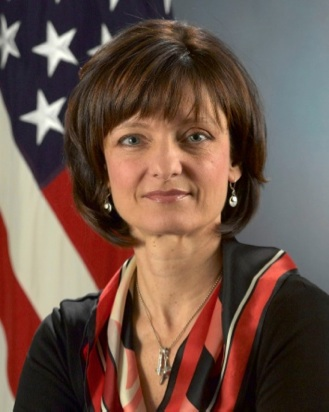
Offizielles Photo von Regina Dugan als Direktorin der DARPA

Regina E. Dugan (* 19. März 1963 in New York City) ist eine US-amerikanische Wissenschaftlerin und Geschäftsfrau. Sie war von 2009 bis 2011 Direktorin der Forschungsgruppe des US-amerikanischen Verteidigungsministeriums, der DARPA, wechselte dann zu Alphabet und später zu Meta. Aktuell ist sie CEO von Wellcome Leap.

## Ausbildung
Sie hat zwei akademische Abschlüsse in Maschinenbau: als Master an der Virginia Tech und Ph.D. an der Caltech. Aus ihren ersten Forschungen entsprangen mehrere Patente, die über ihre Firma Dugan Ventures vermarktet werden, und sie war Mitautorin des Buchs Engineering Thermodynamics.

## Karriere
Mit dem Einstieg bei der DARPA 1996 wechselte sie in die militärisch-industrielle Forschung. Als Projektmanagerin war sie erfolgreich für das Programm Dog’s Nose, mit dem Landminen und andere explosive Stoffe geortet werden können. Sie wurde 1999 zum DARPA Program Manager of the Year (Mitarbeiter des Jahres) und gewann 2000 die De Fleury Medal der Technischen Truppen. Damit ging 1999 eine Berufung in den Arbeitskreis zur Terrorismusbekämpfung des Verteidigungsministeriums (counterterrorism task force for the Deputy Secretary of Defense) einher. Sie diente von 2001 bis 2003 als wissenschaftlicher Beirat im Generalstab (special advisor to the Vice Chief of Staff of the Army). Sie begleitete eine Reihe von militärisch finanzierten Forschungsprojekten beim Science Board, Army Science Board, National Research Council, Science Foundation, Naval Research Advisory Committee, Defense Threat Reduction Agency und dem Technology Panel.
Seit 2005 ist sie über die in 2002 von ihr mitgegründete Dugan Ventures (Alexandria, Virginia, USA) an der neugegründeten Rüstungsfirma RedXDefence LLC (Rockville, Maryland, USA) beteiligt, die an der Bedrohung durch Sprengstoffe forscht. Sie war dort anfänglich Präsidentin und Geschäftsführerin, bis sie 2009 wieder zur DARPA ging (siehe unten). Nachfolger wurde ihr Vater Vincent Dugan.
Seit 2009 erweiterte die DARPA ihre Aktivitäten in Richtung Cyberterrorismus und schrieb die DARPA Network Challenge aus. Sie selbst wurde am 20. Juli 2009 zur Direktorin der DARPA berufen, trat zunehmend bei öffentlichen Veranstaltungen auf und war Interviewpartner in Sendungen der Massenmedien. 2011 wurde sie in die Fortunes Liste der einflussreichsten Frauen aufgenommen und vom Washingtonian Magazine als Tech Titan beschrieben.
Ihre Verbindung zu RedXDeference war im März 2011 ein öffentliches Thema, als bekannt wurde, dass die DARPA Aufträge im Umfang von 1,8 Millionen Dollar an RedXDefence vergeben hatte und sie einen Eigenwechsel über 250.000 Dollar kassierte. Die zuständigen Staatssekretäre Ashton Carter und Jeh Johnson erkannten in einer Stellungnahme vom Mai 2011 aber keinen Interessenkonflikt, da die geschäftliche Verbindung zu allen Zeiten offengelegt war. Im August 2011 wurde vom Inspector General dennoch ein Ermittlungsverfahren eingeleitet.
Im März 2012 verließ sie die DARPA und wechselte zu Alphabet. Dort leitet sie die Motorola-Abteilung für innovative Forschung im Mobilfunk (Senior Vice President, Advanced Technology and Projects).
Vom 11. bis 14. Juni 2015 nahm sie an der 63. Bilderberg-Konferenz in Telfs-Buchen in Österreich teil.
Von April 2016 bis Oktober 2017 leitete Dugan eine von Meta in der kalifornischen Konzernzentrale betriebene Zukunftsabteilung unter dem Namen Building 8. Die Abteilung verfolgt das Ziel, mittels Erkennung neuronaler Prozesse einfache Gedankenprozesse auszulesen und diese für die Interaktion und Kommunikation zwischen Mensch und Maschine auszuwerten (Brain-Computer-Interface).
Seit Mai 2020 ist sie CEO von Wellcome Leap (Culver City, Kalifornien, USA).
Seit 22. September 2022 ist sie im Aufsichtsrat von Hewlett Packard Enterprise (Houston, Texas, USA).